# Hel·lyerita
La hel·lyerita és un mineral de la classe dels carbonats. Rep el nom en honor de Henry Hellyer (1791-1832), primer inspector general de la companyia de terra de Van Diemen i explorador del nord-oest de Tasmània.

## Característiques
La hel·lyerita és un carbonat de fórmula química NiCO₃·6H₂O. Cristal·litza en el sistema triclínic en forma de fragments de cristalls i recobriments microcristal·lins, de fins a 2 mm. La seva duresa a l'escala de Mohs és 2,5. Hel·lyerita és relativament inestable i, si no es manté en un entorn estanc a l'aire, el mineral (originalment) blau descompon amb el temps a una fase verda, amorfa semblant a zaratita, i altres minerals seccundaris de níquel.
Segons la classificació de Nickel-Strunz, la hel·lyerita pertany a «05.CA - Carbonats sense anions addicionals, amb H₂O, amb cations de mida mitjana» juntament amb els següents minerals: lansfordita, nesquehonita i barringtonita.

## Formació i jaciments
La hel·lyerita és un mineral molt rar, que forma recobriments en superfícies tallants en serpentinita. Va ser descoberta a la mina Lord Brassey, Districte de Heazlewood, Tasmània, Austràlia. També ha estat trobada a meteorit Morasko, a Poznań (Voivodat de Gran Polònia, Polònia) i al turó Mabilikwe i el dipòsit de níquel Pafuri, ambdós al Districte de Vhembe (Limpopo, Sud-àfrica).
Sol trobar-se associada a altres minerals com: zaratita, theophrastita i otwayita.